# ОШ „4. октобар” Глогоњ
ОШ „4. октобар” једна је од основних школа у општини Панчево. Налази се у улици Трг маршала Тита 8. Назив носи по датуму ослобођења Глогоња од фашиста за време Другог светског рата.

## Историјат
Организовани образовно-васпитни рад је започет 1778. године отварањем „Граничарске четно тривијалне школе” на немачком језику, која је бројала тридесет ученика. Настава на румунском језику је отпочела 1828. године, када је у школи било 35 ученика, од тога 19 католика, девет Срба, шест евангелиста и три реформатора. Имала је седамнаест ученика, у то време се женска деца нису школовала. Настава на српском језику је започета по завршетку Другог светског рата. Прва матична књига устројена је 1962. године и данас је актуелна. Од исте године основна школа у Глогоњу носи садашњи назив који је добила по датуму ослобођења од фашистичких окупатора у Другом свеском рату.